# Модель четырёх каналов

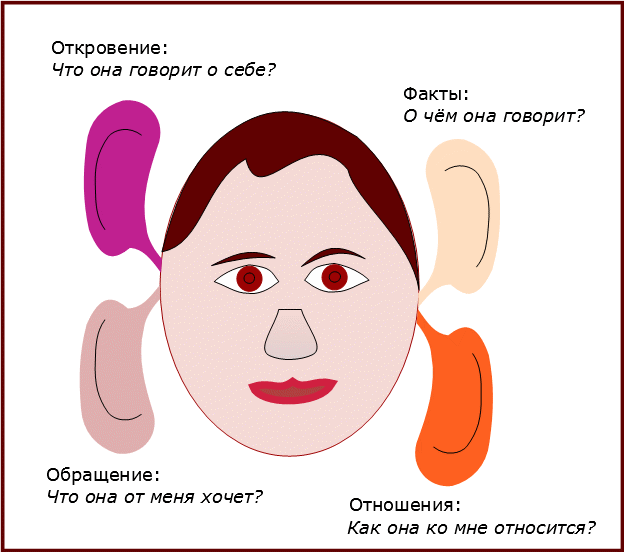
В моделе четырёх каналов: сторона приёмника информации — сторона четырёх ушей

Модель четырёх каналов (модель четырёх ушей) предложена немецким психологом Фридеманном Шульцем фон Туном в 1981 году для интерпретации речевых сообщений.

## Подход
Модель «Четырёх ушей» описывает многоуровневый характер сообщений, отправляемых людьми в коммуникации, и представляет собой комбинацию постулата Вацлавика о том, что любое высказывание имеет характер отношения, и трёхсторонней модели Карла Бюлера. По мнению Шульца фон Туна, скрытые уровни (смысловые значения) внутри сообщения воспринимаются наряду с его исходным значением и несут более сильное эмоциональное послание, чем его исходный смысл.

## Четыре уровня восприятия сообщения (Четыре уха)[1]
- Уровень фактов содержит непосредственно те факты и данные о положении вещей, описанном в сообщении.
- Уровень призыва к действию передает некое желание говорящего или призыв к какому-либо действию.
- Уровень отношения выражает или вызывает восприятие отношения между собеседниками.
- Уровень откровения («Я»-сообщение) передает «Я» говорящего — сознательно или бессознательно, к примеру, информацию о его отношении к себе, его мотивы, системе ценностей, эмоции и т. д.

### Уровень фактов
«Что именно я хочу сообщить?»
Каждое сообщение несет в себе чаще всего некую конкретную информацию о положении вещей. Задача передающего информацию заключается в том, чтобы передать данную информацию ясно и понятно. На уровне обсуждения положения вещей человек стремится донести эту конкретную информацию.
При анализе данного канала тот, к кому обращено сообщение, не должен принимать во внимание особенности жестикуляции говорящего или своё отношение к говорящему.

### Уровень призыва к действию
«Чего я хочу добиться, передавая это сообщение?»
Коммуникация ведется обычно с определённой целью. Полученное сообщение вызывает у адресата стремление думать, ощущать, или делать определённые вещи (либо стремиться к их воплощению).
Попытка оказать влияние на собеседника, может быть в той или иной степени открыта или же скрыта — в данном случае употребляется термин «манипуляция».

### Уровень отношения
«Что я думаю о тебе» («Ты»-сообщение) или «В каком взаимоотношении мы находимся» («Мы»-сообщение)
Данный канал выражает отношение к собеседнику. Нюансы того, как мы обращаемся к людям, окружающим нас, демонстрирует наше мнение о них. Подобные нюансы заключаются в формулировке сообщения, жестикуляции и мимике, интонации и тоне.
С другой стороны, в зависимости от выраженного к нам отношения мы чувствуем, что нас принимают или отвергают, берут под опеку или не воспринимают всерьёз. Хорошее взаимоотношение выражается в беседе «от равного к равному с взаимным уважением».

### Уровень откровения
Что я хочу сказать о себе? («Я»-сообщение)
В каждом сообщении содержится также информация о личности говорящего. Говоря, мы всегда вкладываем в сообщение часть своей личности, делая это явным. Это касается как намерения создать о себе определённое впечатление, так и невольное раскрытие внутреннего мира. Каждое сообщение становится таким образом частичным слепком личности говорящего.

## Пример
Женщина ведет машину (женщина — адресат сообщения). Мужчина (отправитель сообщения) сидит рядом.
Отправитель: «Смотри, там впереди зелёный.» (возможны разные интонации)
- Конкретная информация: «Светофор показывает, что можно ехать.»
- Призыв:
  - «Ну езжай же!»
  - «Езжай вперед, пожалуйста»
  - «Я хочу/прошу тебя/чтобы ты была более внимательной и быстрее реагировала»
- Возможное (взаимо)отношение:
  - «У тебя замедленная реакция по сравнению со мной»
  - «Я обратился к тебе на ты, мы в тесном взаимоотношении»
  - «Я думаю, что ты не заметила зелёный свет или медленно реагируешь»
- Откровение своего «Я» (например):
  - «Я нетерпелив. Я сам хочу сесть за руль.»
  - «Я тороплюсь, хочу, чтобы мы быстрее доехали».
  - «Я не понимаю ситуацию, почему ты ещё не едешь, если я вижу зелёный, я не доволен этим или считаю что ты нуждаешься в моей инструкции»

Получатель сообщения может понять его не так, как этого хотел отправитель. Это касается каждого канала и двух последних в особенности.
Например, отправитель сделал ударение на воззвании в сообщении, а получатель воспринял сильнее всего информацию на канале взаимоотношения. В модели четырёх каналов это одна из главных причин непонимания в коммуникации.